# Literatura de les cicatrius
La literatura de les cicatrius (xinès simplificat: 伤痕 文学; xinès tradicional: 傷痕 文學; pinyin: Shānghén wénxué) és un moviment literari que va aparèixer a la Xina a finals dels anys setanta durant el ressorgiment de la llibertat, que va seguir el final de la Revolució Cultural. Aquest període està marcat per la mort de Mao Zedong el 1976, i el judici a la Banda del Quatre, els darrers defensors de la Revolució Cultural. Molts escriptors van exorcitzar un passat marcat pel realisme socialista i la literatura oficial, oferint una visió crua i directa de la societat xinesa, marcada en particular pels traumes de la Campanya de les Cent Flors i la condemna dels intel·lectuals que va seguir el Gran Salt Endavant, la fam i finalment la Revolució Cultural.

## Context històric
El desenvolupament de la literatura de les cicatrius coincideix amb el període 1977-78 que s'ha anomenat “primavera de Pequín” (北京之春), per assimilació amb la primavera de Praga, és a dir, un període de relativa obertura.
Després de la detenció de la Banda dels Quatre, Deng Xiaoping va iniciar la campanya d'alliberament del pensament basada en el principi de "la pràctica ha de ser l'únic criteri per jutjar la veritat". La línia de pensament de Deng Xiaoping es va aprovar a la 3a sessió plenària del comitè central de l’11è Congrés Nacional del Partit Comunista de la Xina, va animar els intel·lectuals i els escriptors a escriure lliurement sobre les seves idees i opinions sobre el desenvolupament de la Revolució Cultural, i el seu efecte en l’àmbit sociocultural de la societat d’aquella època.

## Naixement del moviment
El primer treball generalment reconegut com a pioner d’aquest moviment literari és el relat de Liu Xinwu (刘心武) titulat "El Professor Principal" (班主任), publicat el novembre de 1977 a la revista 'Literatura del Poble' (人民 文), malgrat que cap dels dos personatges principals no té la marca de les ferides espirituals i morals i traumes infligits durant la Revolució Cultural i que caracteritzen la literatura de cicatrius.
En realitat, és una història curta de Lu Xinhua (卢新华), titulada "La cicatriu" (伤痕) i publicada l'11 d'agost de 1978 al 'Wenhui bao' (文汇报) de Xangai, que realment marca el començament del moviment i li dona nom. Lu Xinhua explica com una jove, consumida pels remordiments per haver fugit de la seva mare quan va ser acusada de traïció durant la Revolució Cultural, decideix tornar a veure-la nou anys després, però la troba morta quan arriba.

## Estil literari
La literatura de cicatrius trenca de manera decisiva amb el paradigma cultural del període maoísta. El tipus de narracions eren en general de caràcter autobiogràfic o semi-autobiogràfic i estaven més centrades en expressar els sentiments experimentats pels seus autors més que per l'estètica o per la qualitat en l'escriptura. Cal no oblidar que els seus autors probablement no havien trepitjat un centre educatiu des els anys 50, a causa del sistema educatiu de la Revolució Cultural. L'important ara era aprofitar aquests anys de política cultural més aviat laxa per compartir els traumes soferts. La producció literària així mateix proveïa als autors d'un canal mitjançant el qual podien esplaiar-se, després d'haver estat reprimits durant tants anys.
Malgrat que tot es va centrar principalment en retratar els traumes d’una època, la literatura de les cicatrius no va ser negativa: els seus temes principals eren l’amor i la fe; els seus autors no eren contraris al poder comunista, sinó que van mantenir la seva fe en la capacitat del Partit per corregir els seus errors i van veure en l’amor humà l’única solució per resoldre problemes socials. La seva contribució més important, no obstant això, es troba sens dubte en la ruptura.
La "literatura de cicatrius" es pot considerar com una breu, però necessària, transició que va permetre evacuar el trauma patit durant els deu anys anteriors, en una mena de crit alliberador de patiment, tot iniciant, a principis dels anys vuitanta, un període més reflexiu que donarà a allò que s'ha anomenat precisament “la literatura de la reflexió”, o “de la introspecció” (反思 文学), que ja no pretén simplement explicar, sinó analitzar.

## Autors destacats
. El moviment, va donar obres molt reeixides, d'autors com:
- L'esprit et la chair (灵与肉) de Zhang Xianliang
- "从 森林来的 孩子 Cong senlin lai de haizi" (A Child from the Forest) de Zhang Jie (escriptora).
- Une maisonnette de bois couverte de lierre (爬满青藤的木屋) et « Le village Hibiscus » (芙蓉镇) de Gu Hua.
- Qui suis-je (我是谁) de Zong Pu.
- Le magnolia rouge au pied du grand mur (大墙下的红玉兰) de Cong Weixi .
- Xu Mao et ses filles (许茂和他的女儿们) de Zhou Keqin.
- L’homme, ah l’homme (《人啊人》) et La mort d’un poète (诗人之死) de Dai Houying.

Altres autors van evolucionar a altres estils, com Zhang Kangkang, Wang Anyi o Feng Jicai, que van inaugurar un nou cam, amb descripcions no només dels problemes de la societat, sinó també de l'existència humana, en els seus aspectes quotidians.
Hualang Yiye (1978) va ser una de les primeres produccions de l'animació xinesa des del final de la Revolució Cultural, i la temàtica del curtmetratge s'enquadra dins la literatura de les cicatrius.